# Boku wa Tomodachi ga Sukunai
Boku wa Tomodachi ga Sukunai (僕は友達が少ない, literalmente "Eu Não Tenho Muitos Amigos"), por vezes abreviado como Haganai (はがない), é uma série de light novels japonesa escrita por Yomi Hirasaka, ilustrada por Buriki e publicada pela Media Factory. Foram feitas várias adaptações em mangás; na primeira versão, seu título e trama básica inalterada começou a ser publicada em 2010, e escrita e ilustrada por Itachi e publicada pela Monthly Comic Alive. Uma história recontada da série, escrita por Misaki Harukawa, ilustrada por Shuichi Taguchi e intitulada Boku wa Tomodachi ga Sukunai+ foi publicada pela Jump SQ.19. Uma adaptação de anime em 12 episódios da AIC Build foi ao ar no Japão entre outubro e dezembro de 2011. Um episódio OVA foi lançado em 26 de setembro de 2012. Uma segunda temporada do anime, Boku wa Tomodachi ga Sukunai NEXT, foi ao ar entre janeiro e março de 2013, e uma adaptação para filme em live-action foi lançada em 1º de fevereiro de 2014.

## Enredo
Kodaka Hasegawa, um estudante transferido para o Colégio St. Chronica, não tem conseguido fazer amigos por causa de seu cabelo castanho-loiro (herdado de sua falecida mãe inglesa) e olhos ferozes que o fazem parecer um delinquente. Um dia, ele acidentalmente se depara com a igualmente solitária e muito abrasiva Yozora Mikazuki enquanto ela conversa com "Tomo", sua amiga imaginária "aérea". Percebendo que não têm vida e habilidades sociais, eles decidem que a melhor maneira de melhorar sua situação é formar o Clube dos Vizinhos (隣人部, Rinjin-bu), um clube pós-escola para pessoas sem amigos como eles. Outros estudantes com várias origens se juntam ao clube: Sena Kashiwazaki é uma ídolo atraente, mas arrogante, que não tem amigos e trata os outros como seus escravos; Yukimura Kusunoki é um estudante efeminado que idolatriza Kodaka e se esforça para tornar-se viril como ele; Rika Shiguma é uma cientista genial com uma mente distorcida e pervertida; Kobato Hasegawa é a irmãzinha de Kodaka que se veste como uma vampira; e Maria Takayama, uma freira de dez anos que serve como conselheira do clube. A história segue suas aventuras enquanto experimentam várias atividades sociais dentro e fora da escola como uma tentativa para fazer amigos.

## Mídias
A série original em light novel, escrita por Yomi Hirasaka e ilustrada por Buriki, começou a ser publicada pela MF Bunko J da editora Media Factory em 31 de agosto de 2009. Foram publicados onze volumes da série. Hirasaka e Buriki também lançaram o romance Boku wa Tomodachi ga Sukunai Connect em dezembro de 2012. Boku wa Tomodachi ga Sukunai Universe (僕は友達が少ない ゆにばーす) é uma série de histórias de antologia escritas por vários autores convidados, incluindo Yomi Hirasaka, Yūji Yūji, Wataru Watari, Yū Shimizu, Sō Sagara, Asaura, Hajime Asano, Ryō Iwanami, Shirō Shiratori, Takaya Kagami e os ilustradores convidados Buriki, Kantoku, Ruroo, Peco, QP:flapper, Miyama-Zero, Shunsaku Tomose, Yuu Kamiya, Koin, Ponkan8 e Hanpen Sakura.
A primeira série em mangá de Boku wa Tomodachi ga Sukunai, escrita e ilustrada por Itachi, foi publicada na revista Monthly Comic Alive da Media Factory em sua edição de maio de 2010, lançada em 27 de março a 26 de dezembro de 2020. Além disso, a série foi coletada em 20 volumes em formato tankōbon. A editora Seven Seas Entertainment licenciou a primeira série de mangás na América do Norte sob o título Haganai: I Do not Have Many Friends.
Uma série de mangá remodelada, Boku wa Tomodachi ga Sukunai+ (僕は友達が少ない+), escrita por Misaki Harukawa e ilustrado por Shouichi Taguchi, foi publicada na Jump SQ.19, de dezembro de 2010 a julho de 2012. Esta série introduz os personagens em uma ordem diferente e passa por diferentes aventuras. A série foi coletada em dois volumes, que foram publicados em 4 de outubro de 2011 e 3 de agosto de 2012.
Em maio de 2011, uma adaptação em anime baseada na light novel foi anunciada na edição do sexto volume, com um OVA empacotado com o sétimo volume lançado em 22 de setembro de 2011. Produzido pela AIC Build sob a direção de Hisashi Saitō, a série foi ao ar no Japão entre 7 de outubro e 23 de dezembro.